# Mehmed Ali Pascià (militare)
Mehmed Ali Pascià (nato Ludwig Karl Friedrich Detroit; Magdeburgo, 18 novembre 1827 – Gjakova, 7 settembre 1878) è stato un militare prussiano naturalizzato ottomano.
Era il nonno dello statista turco Ali Fuat Cebesoy e il bisnonno dei famosi poeti Nazım Hikmet e Oktay Rıfat Horozcu e dell'attivista socialista, avvocato e atleta Mehmet Ali Aybar.

## Biografia
Mehmed Ali nacque come Ludwig Karl Friedrich Detroit (noto anche come Carl Detroy) a Magdeburgo, in Prussia. I suoi genitori erano Carl Friedrich Detroit e Henriette Jeanette Severin. Il cognome francese fa pensare a un'ascendenza ugonotta, in quanto discendente di rifugiati protestanti dalla Francia nel XVI o XVII secolo. Durante l'adolescenza, nel 1843, fuggì per mare e si recò nell'Impero Ottomano, dove abbracciò l'Islam e fu circonciso. Lì, nel 1846, Mehmed Alì Pascià, futuro Gran Visir, lo mandò al Collegio Militare Ottomano. Nel 1853 ricevette un incarico nell'esercito ottomano e combatté contro la Russia nella guerra di Crimea. Fu nominato Miralay e pascià nel 1865.

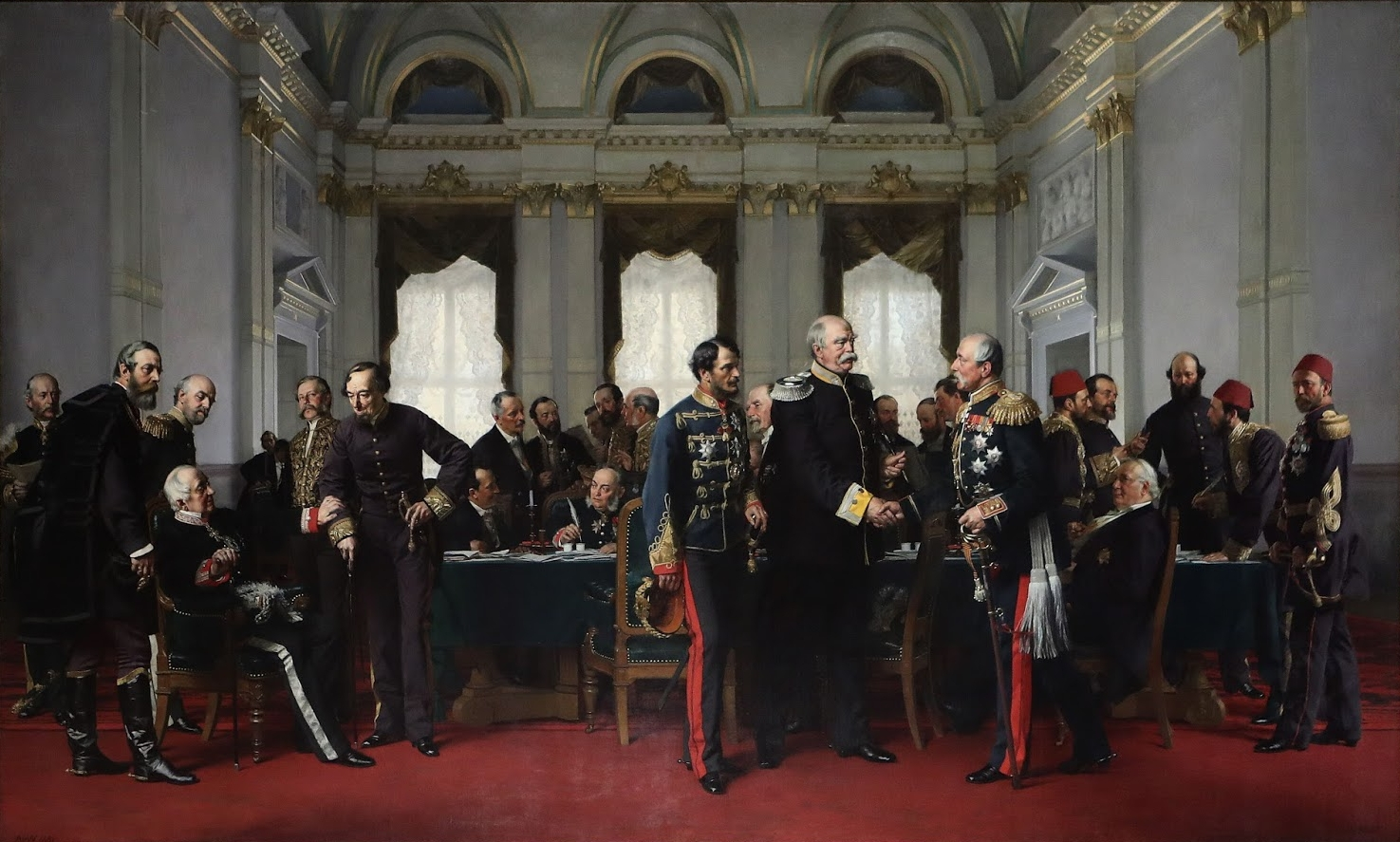
Dipinto del Congresso di Berlino di Anton von Werner (all'estrema destra: Mehmed Ali Pascià)

Nella guerra del 1877-1878 contro la Russia, Mehmed Ali guidò l'esercito turco in Bulgaria. Ebbe successo nelle operazioni sul fiume Lom (agosto-settembre 1877), ma fu poi costretto a ritirarsi dai suoi avversari. Non riuscì a congiungersi con Sulayman Pascià e fu sostituito da quest'ultimo. Nel 1878 partecipò al Congresso di Berlino.

## Morte
Nell'agosto del 1878, il governo ottomano lo scelse per supervisionare il processo di cessione della regione di Plav-Gucia al Montenegro, in conformità con le decisioni del Congresso di Berlino. Il primo compito di Mehmed Ali Pascià fu la pacificazione della Lega albanese di Prizren, che si opponeva al cambio di confine in quanto parte delle aree (Plav-Gucia/Plav-Gusinje) erano abitate da albanesi. Arrivò in Kosovo alla fine di agosto, cercando di far rispettare il Trattato di Berlino agli albanesi locali, ma fu bloccato da ogni ulteriore movimento verso il confine ottomano-montenegrino dai comitati locali della Lega albanese. Di stanza nella tenuta di Abdullah Pascià Dreni a Gjakova con diversi battaglioni ottomani, fu ucciso il 7 settembre dopo una battaglia di sette giorni con diverse migliaia di albanesi che si opponevano alla cessione delle terre abitate dagli albanesi alle potenze europee.